# Boris Nikolaevič Jusupov
Principe Boris Nikolaevič Jusupov, in russo Борис Николаевич Юсупов? (9 luglio 1794 – San Pietroburgo, 25 ottobre 1849), è stato un politico russo.

## Biografia
Era l'unico figlio superstite di Nikolaj Borisovič Jusupov, e di sua moglie, Tatiana Engelhardt, nipote di Grigorij Aleksandrovič Potëmkin. Il suo padrino è stato il granduca Pavel Petrovič. Ricevette un'educazione privata sotto la supervisione di sua madre e poi trascorse diversi anni in un collegio francese alla moda a San Pietroburgo del famoso abate Charles Nicole, che in seguito fu direttore del Liceo Richelieu di Odessa. 

## Carriera
Dopo aver superato l'esame presso l'Istituto pedagogico di San Pietroburgo, il principe dall'agosto 1815 iniziò a prestare servizio nel Ministero degli affari esteri. Nel 1817 fu insignito del titolo di ciambellano.
La ricchezza incalcolabile ha reso Jusupov completamente indipendente; non c'era bisogno che ricorresse all'ipocrisia, non apprezzava il servizio e litigava costantemente con persone importanti, incorrendo nel loro dispiacere con le sue acute battute e scherni.
Fece un Gran Tour che durò un anno e mezzo. Al suo ritorno, fu incaricato di scortare il corpo della zarina Elizaveta Alekseevna a Belëv. Jusupov è stato presto promosso al grado di Maestro di Cerimonie (1826) ed è stato nominato per essere un membro della commissione Koronovalnoy dell'imperatore Nicola I. Nel 1829 prestò servizio presso il Ministero delle Finanze. Nel 1833 fu promosso consigliere di stato ad interim. Nel 1837, su sua richiesta, fu licenziato dal servizio, ma presto vi tornò.
Dopo la morte del padre durante l'estate del 1831, Boris ricevette un'enorme eredità: 250.000 ettari di terreno, più di 40.000 agricoltori in diverse province della Russia e, al tempo stesso, un enorme debito di circa 2 milioni di euro. Il principe nel corso degli anni è diventato un uomo prudente, non incline a deviazioni artistiche. Lui non era così socievole come suo padre. Vivendo permanentemente a San Pietroburgo, Jusupov non ha quasi mai visitato Arkhangelsk, amato da suo padre. Buon uomo d'affari, in breve tempo eliminò tutti i suoi debiti e quelli paterni. Inoltre, divenne un creditore e la fortuna della famiglia aumentò di dieci volte acquistando le fabbriche e le miniere del Donbass.
Il principe Jusupov possedeva proprietà in diciassette province e cercò di visitarle regolarmente. Nei suoi possedimenti aprì ospedali, fornì loro medicinali, tenne con sé medici e farmacisti. Durante il terribile raccolto che colpì la Russia nel 1834-1835, quando la segale fu venduta otto volte superiore del prezzo normale, Yusupov sfamò fino a 70.000 persone nelle sue proprietà, senza ricorrere ai benefici del governo.

## Matrimoni

### Primo Matrimonio
Sposò, il 1 settembre 1815, Praskov'ja Pavlovna Ščerbatova (6 luglio 1795-17 ottobre 1820), figlia del principe Pavel Petrovič Ščerbatov. Ebbero una figlia:
- Martha Borisovna (15 ottobre 1820—21 ottobre 1820);

Praskov'ja morì di parto e fu sepolta con la figlia nella Chiesa del Salvatore a Kotovo.

### Secondo Matrimonio
Nel 1827 sposò la principessa Zinaida Ivanovna Naryškina (2 febbraio 1809-16 ottobre 1893), figlia del ciambellano Ivan Dmitrievič Naryškin. Ebbero due figli:
- Nikolaj Borisovič (12 ottobre 1827-1891), sposò la cugina Tat'jana Aleksandrovna Ribaupierre, ebbero due figlie;
- Anastasia Borisovna (1829).

## Morte
Morì il 25 ottobre 1849 a San Pietroburgo a causa del colera. Fu sepolto accanto al padre.